# Refuge Auronzo
Le refuge Auronzo (en allemand : Auronzohütte) est situé à proximité de la forcella Longères, sur la commune d'Auronzo di Cadore, dans la province de Belluno, à 2 330 m d'altitude. Du refuge, s'étend une vue large sur les Tre Cime di Lavaredo, la Croda dei Toni, les Cadini di Misurina, le monte Cristallo, le lac de Misurina et le val d'Ansiei.
Il est souvent utilisé comme point d'appui pour la via ferrata De Luca-Innerkofler sur le mont Paterno, pour la visite des Tre Cime di Lavaredo et pour l'Alta via no 4.

## Histoire
Dans les années 800, les Autrichiens avaient commencé à construire des abris sur leur versant des Tre Cime. Il fut donc décidé de procéder de la même manière sur le versant italien. En 1912, avec l'aide de la municipalité d'Auronzo, la construction du refuge Longères commença, mais elle ne fut achevée et inaugurée que le 2 octobre 1925 sous le nom de Rifugio Principe Umberto. Avec l'avènement de la République, il reçut le nom de Bruno Caldart (un jeune guide d'Auronzo décédé des suites de la Cima Piccola di Lavaredo). L'abri a été incendié en 1955 et, grâce au président de la section locale du CAI Silvio Monti de l'époque, le refuge a été restauré et agrandi, lui donnant ainsi son nom actuel.

## Accès
Le refuge peut être atteint :
- par une route à péage de 7 km depuis le lac de Misurina, également assuré par les transports en commun. Depuis le lac, il est toujours possible de remonter au refuge par un chemin qui longe la route en une heure de marche ;
- depuis Auronzo di Cadore par le chemin no 1104 qui peut être parcouru en 4 h le long du val Marzón ;
- depuis le refuge Antonio Locatelli en une heure et demie de marche ;
- du refuge Zsigmondy-Comici en 3 h de marche ;
- du refuge Fratelli Fonda Savio par le sentier Bonacossa, en deux heures et demie.

Vue du refuge et des paysages environnants
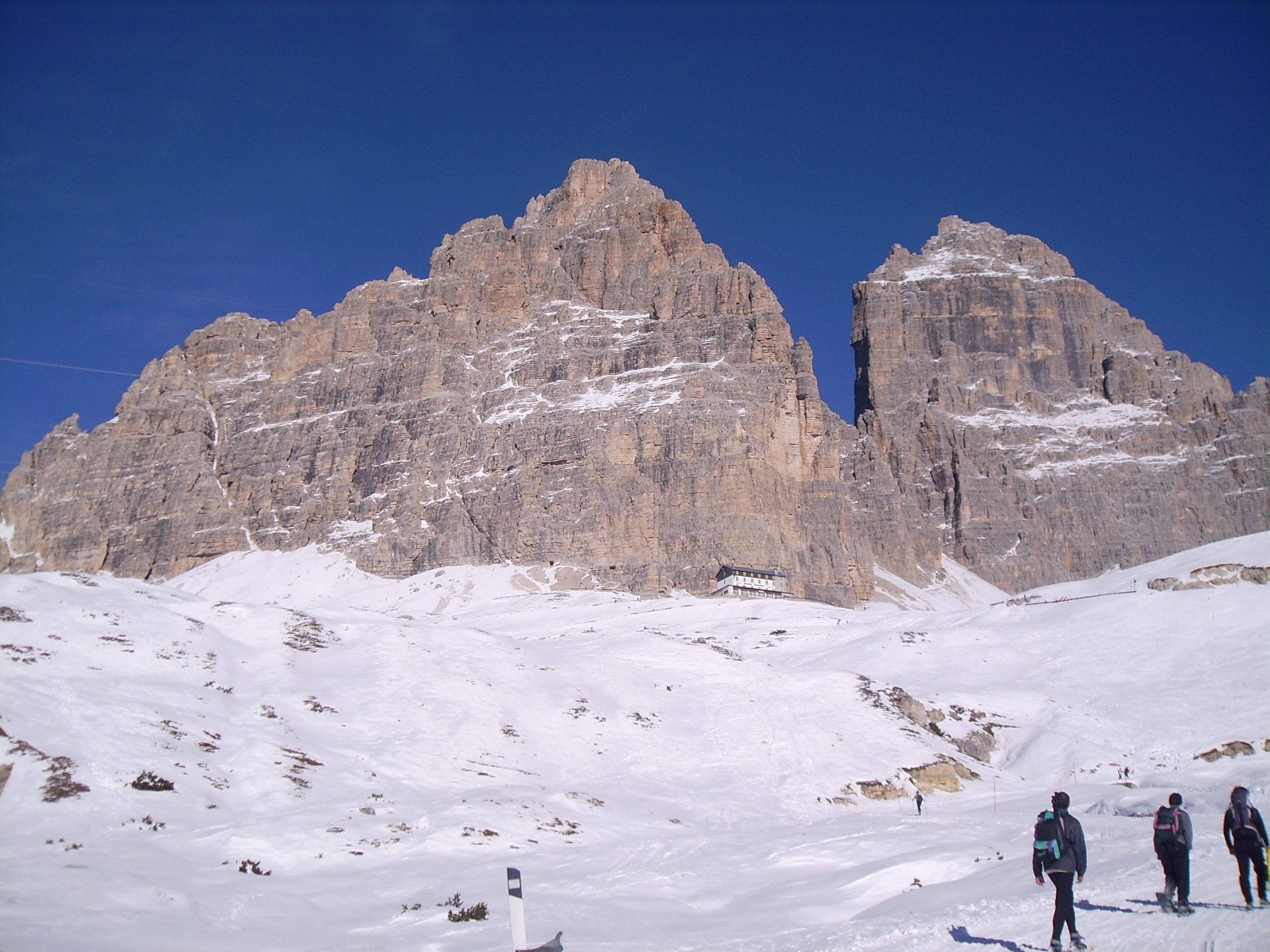
Les falaises sud des Tre Cime di Lavaredo.
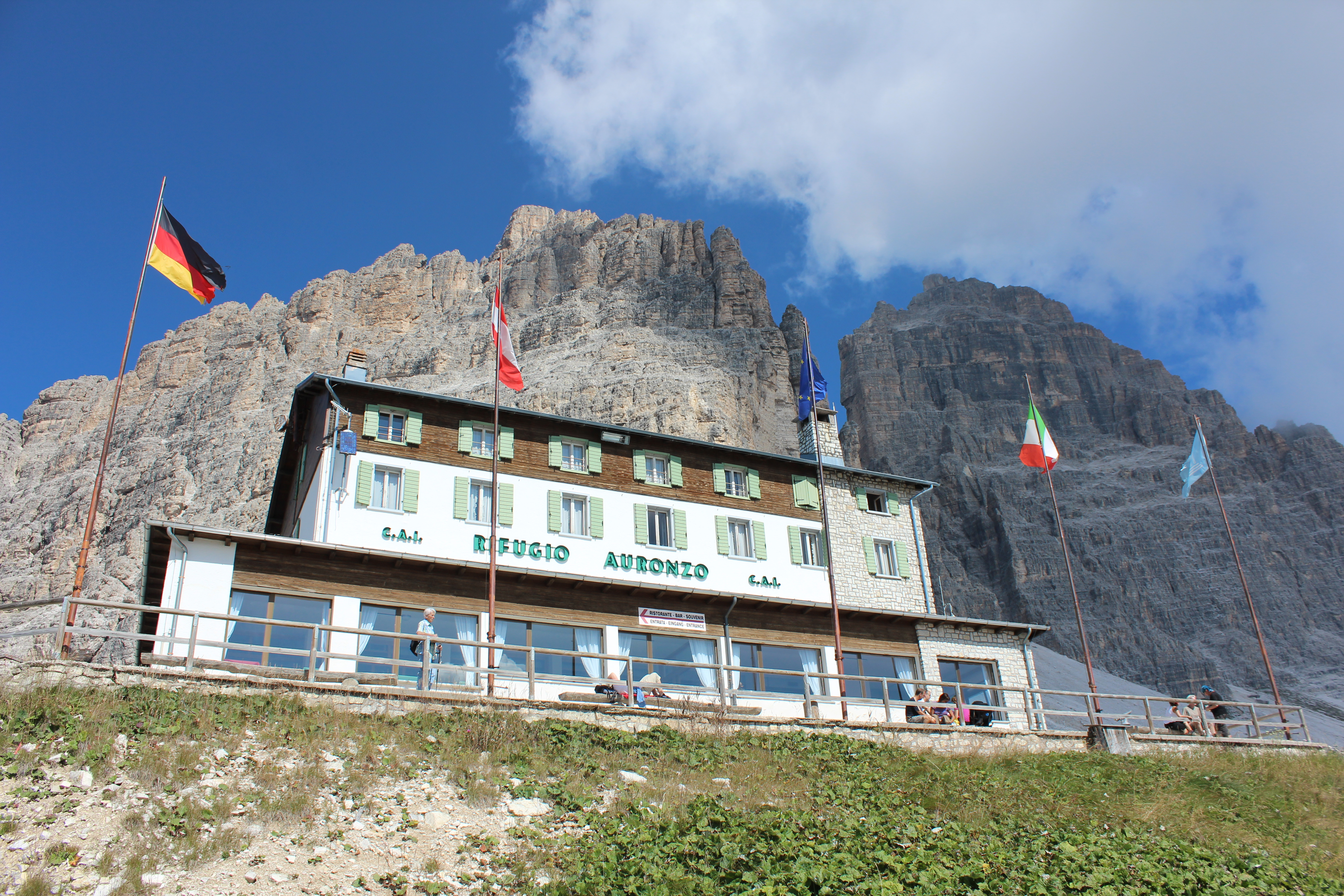
Le refuge.
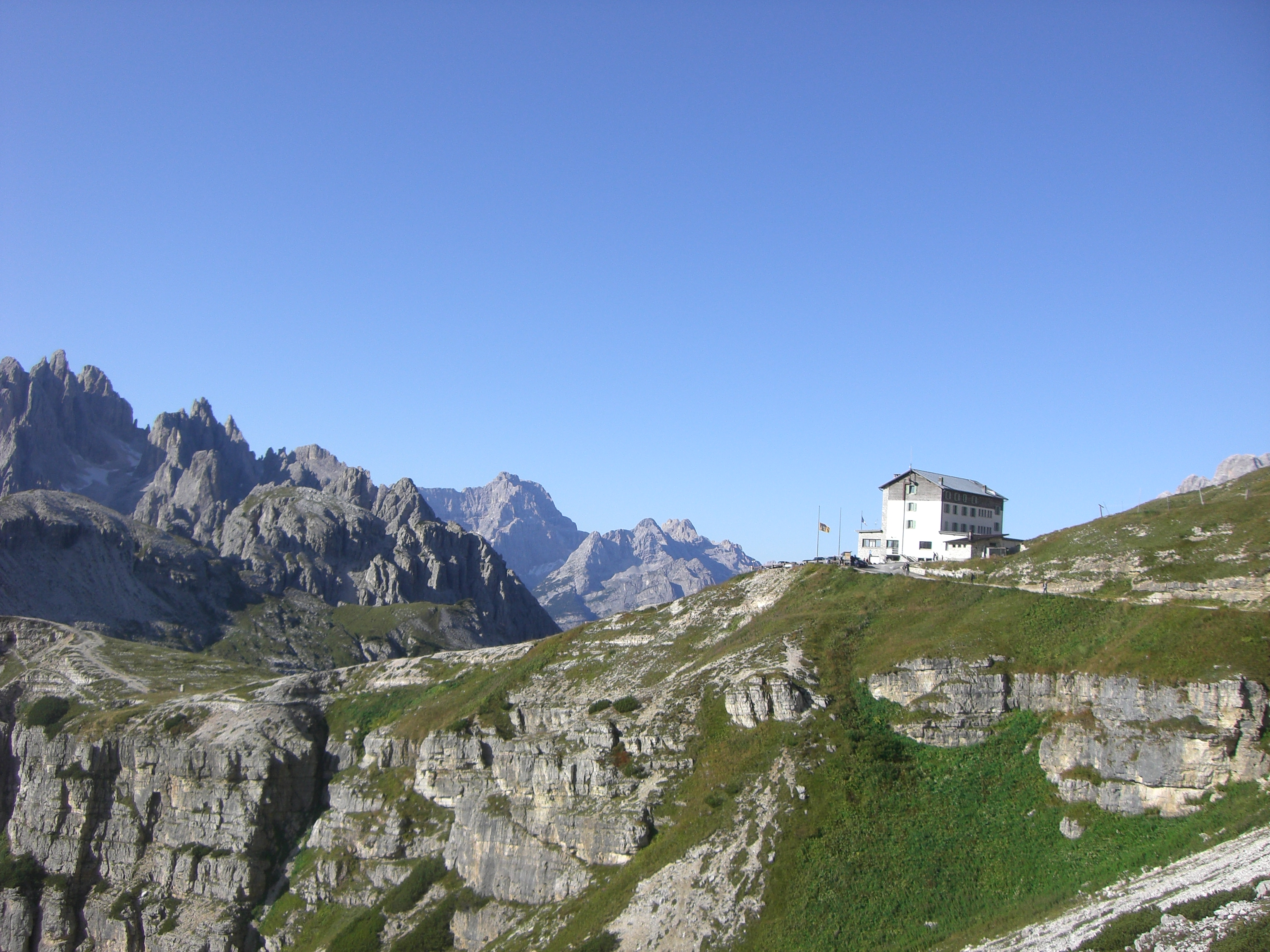
Le refuge avec vue panoramique sud-ouest.